# ثعلب أصهب
الثعلب الاصهب حيوان ليلي يستطيغ التلاؤم مع مسكنة وغذائه يشبه كلبا صغيرا ممشوقا ، أما خطمه فهو حاد ، ووسائد أخمص قدميه مغطاة بالفراء .

## التوزع والموطن
- يعيش في أوراسياوأميركا الشمالية وفي أفريقيا الشمالية ويتواجد على اطراف الغابات وفي الحقول والجبال وحتى في المدن.

## الطول والوزن
- يتراوح طوله بين 70-120 سم ، ويزن 3-7 كغ.

## العمر
- يعيش 10-12 سنة.

## التكاثر
- التزاوج: يتم التزاوج في شهري كانون الأول (ديسمبر)وشباط (فبراير)
- الحمل والولادة:يدوم الحمل شهرين وتضع في الحمل الواحد 4-6 جراء في وجار تكون قد أعدته مع رفيقها ،أو في جحر سابق لارنب أو غرير.

## طريقة العيش
- النظام الغذائي : يتغذى بفئران الحقل والسناجب والارانب
- القنص والتهديد : هو فريسة للذئب والوشق ، وكذلك يصطاده الإنسان من أجل فرائه.

## الحماية
- لا تشمله الحماية. فقد عانى ممن الذبح والمطاردة خلال سنوات عديدة ، لانه كان يحمل داء الكلب.

~